# Гаврил Константинович
Гаврил Константинович е руски лекар, деец на Октомврийската революция. Той е македонски сърбоман, възприел впоследствие идеите на македонизма.

## Биография
Роден е като Гаврил (Гавро) Костадинов Тасев на 4 май 1881 година в българското село Смърдеш, тогава в Османската империя, днес Кристалопиги, Гърция. Учи в гръцко училище.
На 1 юли 1897 година със стипендия на сръбското външно министерство се записва в VI клас на II Белградска гимназия. През ноември 1898 година подава молба да бъде приет в Сръбската военна академия, но тя е отхвърлена след информация от сръбското консулство в Битоля. През 1900 година завършва сръбската класическа гимназия „Вук Караджич“ и се записва за редовен студент във Философския факултет, отдел за природни науки, на Белградския университет. На 8 октомври отново подава молба за стипендия в сръбското външно министерство за обучение в чужбина, която е удовлетворена.
След завършването на I курс в Белград през септември 1901 година се записва във Военномедицинската академия в Санкт Петербург. През май 1902 година се отказва от сръбската стипендия, защото очаква руска, а през март 1903 година посланик Стоян Новакович пише, че от август 1902 г. Константинович не се явява в посолството.
Сближава се с Кръсте Мисирков, Димитър Чуповски, Стефан Дедов и Диаманди Мишайков и на 28 октомври 1902 г. е сред основателите на Славяно-македонското научно и литературно дружество, а на второто заседание на 29 декември е избран за негов подпредседател.
През декември 1903 година отново започва да получава годишна сръбска стипендия. В Руско-японската война в 1904 – 1905 година служи като санитар в IХ московски летящ отряд на японския фронт и получава медал на Червения кръст и военен медал.
В 1907 година завършва Военномедицинската академия и работи като ординатор в клиниката. Активен е в славянофилските кръгове, става член на Санктпетербургското славянско благотворително дружество и държи речи против анексията на Босна и Херцеговина от Австро-Унгария в 1908 г. Служи като лекар на Средноазиатската железница (1908/9 – 1910) и в Харбин, Манджурия (1910 – 1911), където участва в борбата с чумата. Връща се в Санкт Петербург като ординатор на частната хирургическа клиника на проф. Фьодоров (1910 – 1911), а след това е ординатор на клиниката при катедрата за специална патология и терапия на вътрешните болести.
На 27 юни 1912 година с Чуповски подават молба за регистрация на Славяно-македонско национално просветно дружество „Свети Кирил и Методий“. По време на Балканската война заминава за Черна гора, където на 23 октомври става управител на руската военна болница в Цетине. За дейността си получава черногорското отличие Данилов кръст III степен.
На 27 януари 1913 година напуска Черна гора и на 7 февруари се връща в Санкт Петербург. На 1 март 1913 година заедно с Димитър Чуповски, Наце Димов, Александър Везенков подписва Меморандум на македонската емиграция в Петербург, с който се иска формиране на независима държава на територията на историко-географската област Македония. Меморандумът заедно с цветна карта на Македония, изработена от Чуповски, е изпратен на Лондонската конференция. Участва в подготовката и издаването на „Македонский голос“. В 1914 година под псевдоним Вражиновски публикува брошурата „Славянофилите и нововремските македонофоби“, в която напада славянофилите от „Славянския известия“ и „Новое время“ и се изказва за независима македонска държава в Балканска федерация.
Заминава за Прага и работи като ординатор в хирургическата клиника на проф. Кукули и гинекологическата клиника на проф. Пихта.
При избухването на Първата световна война се връща в Русия, мобилизиран е като военен лекар и е изпратен с руските войски в Кловенската болница в Прусия. След руското отстъпление се връща в столицата Санкт Петербург.
През май 1915 година като руски лекар е изпратен в съюзната на Русия Сърбия и работи като военен лекар в V полк на Шумадийската дивизия в Ниш. В боевете при Лесковац срещу българската войска е ранен, но не напуска фронта и заедно със сръбската войска през Албания се прехвърля на остров Корфу. За неговите заслуги е награден със сръбския орден „Свети Сава“ III степен.
Заминава за Петербург, за да лекува раните си. След като оздравява, се включва в Първата сръбска доброволческа дивизия в Русия и участва в сраженията срещу българската армия в Добруджа. След сблъсък с ръководството на дивизията напуска дивизията и на 15 февруари 1917 г. е изпратен в Елисаветград, за да лекува сръбските бежанци и други доброволци.
Отново се разболява и заминава за Петербург, който по онова време е огнището на Руската революция. Включва се в редовете на болшевиките и на 10 юли 1917 година пише „Отворено писмо от южнославянски революционер до предателите на Русия и на славянството“, насочено против меншевиките и есерите.
В началото на август 1917 година, след като оздравява, заминава за град Кем, Карелия. Там работи като епидемиолог в състава на персонала при дирекцията за изграждането на Мурманската железница. В Кем го заварва избухването на Октомврийската революция. Преминава към новата революционна власт и през май 1918 година става член на Изпълнителния комитет на Съвета на работническите и войнишките депутати в Кем като комисар на народното здраве.
При започването на Гражданската война в Русия силите на Антантата завземат Кем и околността, при което в първите дни на юли 1918 година Константинович е арестуван. Задържан е под стража от Първа сръбска доброволческа дивизия. Той е обвинен в дезертиране от сръбската армия, предателство, шпионинство, че не се признава за сърбин, а за „славянин македонец“. След проведено разследване не са открити доказателства. По искане на британското военно командване в Мурманск, Константинович, конвоиран от двама сръбски войници, е изпратен към англичаните, но по пътя на 1 септември 1918 година е убит и изхвърлен от влака.